# Martin Waas (Superintendent)
Martin Waas (* 17. November 1843 in Friedberg (Hessen); † 5. Februar 1916 in Darmstadt) war ein deutscher evangelischer Geistlicher und Oberkonsistorialrat.

## Leben
Martin Waas wurde als Sohn des Metzgermeisters Friedrich Waas und dessen Ehefrau Elisabeth Nagel geboren. 
1864 trat er in das Predigerseminar Friedberg ein und studierte evangelische Theologie, bevor er in verschiedenen Kirchengemeinden als Vikar bzw. Pfarrer eingesetzt wurde. 1884 besetzte er die Stelle des Pfarrers in Helsen und Arolsen sowie in der Diakonissenanstalt Arolsen. Nach zweijähriger Tätigkeit wechselte er nach Lampertheim und wurde zwei Jahre später erster Pfarrer an der Stadtkirche Darmstadt. Zusätzlich übernahm er von 1895 bis 1900 das Amt Superintendenten der Provinz Starkenburg und eines Oberkonsistorialrats im Oberkonsistorium der Evangelischen Landeskirche Hessen. Er war damit Vertreter einer der höchsten hessischen Kirchenbehörden.
Einer seiner Söhne war der Historiker Adolf Waas.

### Öffentliche Ämter
- Mitglied der Prüfungskommission zur Prüfung der Pfarramts-Kandidaten zu Darmstadt[5]

### Auszeichnungen
- 25. April 1888 Erlaubnis zur Annahme und zum Tragen des Fürstlich Waldeckschen Verdienstordens III. Klasse
- 25. November 1894  Verdienstorden Philipps des Großmütigen Ritterkreuz I. Klasse[6]